# Campeonato Piauiense Segunda Divisão 2020
In 2020 werd het zestiende Campeonato Piauiense Segunda Divisão gespeeld voor voetbalclubs uit de Braziliaanse staat Piauí. De competitie werd georganiseerd door de FFP en werd gespeeld van 3 tot 25 oktober. Fluminense, dat na zeventien jaar zijn rentree maakte in het profvoetbal, werd kampioen.
Alle wedstrijden werden achter gesloten deuren gespeeld vanwege de coronacrisis in Brazilië. 

## Eerste fase
| Plaats | Club       | Wed. | W | G | V | Saldo | Ptn. |
| ------ | ---------- | ---- | - | - | - | ----- | ---- |
| 1.     | Tiradentes | 4    | 2 | 2 | 0 | 6:2   | 8    |
| 2.     | Fluminense | 4    | 2 | 1 | 1 | 8:3   | 7    |
| 3.     | Oeirense   | 4    | 0 | 1 | 3 | 2:11  | 1    |

|  | Geplaatst voor finale en promotie. |

## Finale
|                 |            |                  |            |                    |
| 25 oktober 16:0 | Tiradentes | 0 – 1            | Fluminense | Albertão, Teresina |
| 25 oktober 16:0 |            | 24' Gilmar Bahia |            | Albertão, Teresina |

### Kampioen
| Campeonato Piauiense de 2020 - Segunda Divisão |
| Piaui                                          |
| ---------------------------------------------- |
| FLUMINENSE Kampioen (2° titel)                 |